# Relativisme
Det filosofiske begreb relativisme, bygger på udtrykket "Alt er relativt" og betyder at alt skal sættes i et forhold før det har nogen værdi, sandhed eller betydning etc.
Der er mange fortolkninger af relativisme. F.eks. mener nogle relativister at f.eks. begrebet "god moral" skal sættes i forhold til kultur, religion eller historie etc. før det får nogen værdi.
Andre mener at intet kan defineres entydigt eller som absolut sandt, fordi den grundlæggende referenceramme er vores subjektive opfattelse af virkeligheden og at "den gode moral" derfor udelukkende er en subjektiv størrelse.
Relativisme kan også fortolkes som opposition til både ideologi og autoritet i enhver forstand; politisk, moralsk og religiøs.
Kritikere af relativismen hævder at teorien er selvmodsigende fordi den afviser absolutte sandheder og derved selv entydigt hævder at intet er entydigt. Dette bliver forsvaret ved at understrege at der skal et subjekt til for at opfatte verden, og den opfattelse af verden derfor altid vil være subjektiv. Hvis der ikke var nogen subjekter til at opfatte verden, ville der således ikke være nogen relevans for de begreber subjekterne beskriver verden med.
Relativismen står dermed i klar kontrast til de ideer om absolutte dyder, pligter, rettigheder etc. som Sokrates og Platon havde tilbage i Antikkens Grækenland, og som siden har dannet det filosofiske grundlag for den vestlige kultur.